# 兔頭
兔头，又称兔脑壳，即兔子的头部，亦是四川成都、山西大同、浙江衢州等地的传统名小吃。据北青网2018年2月的一篇文章称，中国每年消费吃掉将近5亿兔头，其中少要2到3亿是在四川被吃掉的。